# EXILE BEST HITS -LOVE SIDE / SOUL SIDE-
『EXILE BEST HITS -LOVE SIDE / SOUL SIDE-』（エグザイル ベスト ヒッツ ラブサイド ソウルサイド）は、EXILEのベストアルバム。2012年12月5日にrhythm zoneから発売された。

## 概要
前作『EXILE BALLAD BEST』から4年ぶりのベストアルバム。
「2CD」「2CD+2DVD」「2CD+3DVD」「ミュージック・カード」(ローソン限定)の4形態で発売。それぞれの初回盤はスリーブケース仕様。「2CD+3DVD」は初回完全生産限定盤となっており、ブリスタケース&スリーブ仕様で、ドキュメンタリー映画『EXILE PRIDE 2』のDVDが付属。
「LOVE SIDE」（通称：泣きザイル盤）はバラード曲、「SOUL SIDE」（通称：アゲザイル盤）はアップナンバーを中心とした選曲となっている。
DVDには、「LOVE SIDE」「SOUL SIDE」それぞれのCD収録曲のミュージックビデオを収録。
オリコン週間アルバムランキングでは2週連続の首位獲得となった。集計上、2013年最初のランキングで首位を獲得したことになり、「アルバム連続首位獲得年数」の記録は、2003年発売の2ndアルバム『Styles Of Beyond』から今作までの11年となった。

## 収録曲

### LOVE SIDE

#### CD
1. 道 [4:40] / Vocal：ATSUSHI, TAKAHIRO
作詞：Shogo Kashida / 作曲：miwa furuse / 編曲：華原大輔 / ストリングスアレンジ：前嶋康明
  - 23rdシングル
2. もっと強く [7:15] / Vocal：ATSUSHI, TAKAHIRO
作詞：ATSUSHI / 作曲・編曲：華原大輔
  - 34thシングル
3. あなたへ [4:55] / Vocal：ATSUSHI, TAKAHIRO
作詞：ATSUSHI / 作曲：Tatsuro Mashiko / 編曲：Yoshiaki Fujisawa
  - 38thシングル
4. 願い -Album ver.- [4:12] / Vocal：ATSUSHI
作詞：ATSUSHI / 作曲：Arno Lucas, Jerome Dufour, Fabrice Haddad / 編曲：林田裕一
  - 33rdシングル「FANTASY」収録曲のアルバムバージョン
5. 愛すべき未来へ [4:57] / Vocal：ATSUSHI, TAKAHIRO
作詞：ATSUSHI / 作曲・編曲：宅見将典 / ストーリー：岸谷五朗
  - 30thシングル「THE MONSTER 〜Someday〜」カップリング
  - 7thアルバム「愛すべき未来へ」表題曲
6. ふたつの唇 [5:01] / Vocal：ATSUSHI, TAKAHIRO
作詞：松尾潔 / 作曲・編曲：Jin Nakamura
  - 32ndシングル「THE GENERTAION 〜ふたつの唇〜」表題曲
7. Ti Amo [5:46] / Vocal：ATSUSHI, TAKAHIRO
作詞：松尾潔 / 作曲：Jin Nakamura, 松尾潔 / 編曲：Jin Nakamura
  - 28thシングル「The Birthday 〜Ti Amo〜」表題曲
8. I Believe [4:59] / Vocal：ATSUSHI, TAKAHIRO
作詞：TAKAHIRO / 作曲・編曲：浅田将明
  - 26thシングル
9. Lovers Again [4:40] / Vocal：ATSUSHI, TAKAHIRO
作詞：松尾潔 / 作曲・編曲：Jin Nakamura
  - 22ndシングル
10. ただ…逢いたくて [5:52] / Vocal：ATSUSHI, TAKAHIRO
作詞：SHUN / 作曲・編曲：春川仁志 / ストリングスアレンジ：門脇大輔, 春川仁志
  - 19thシングルの再録バージョン
  - ベストアルバム『EXILE BALLAD BEST』収録曲
11. 運命のヒト -Orchestra Version- [5:27] / Vocal：ATSUSHI, TAKAHIRO
作詞：ATSUSHI / 作曲：山口寛雄 / 編曲：中野雄太
  - 14thシングルの2曲目のオーケストラバージョン
  - 5thアルバム『EXILE EVOLUTION』初回盤ボーナストラック
12. 優しい光 [4:24] / Vocal：ATSUSHI, TAKAHIRO
作詞：ATSUSHI / 作曲・編曲：春川仁志
  - 31stシングル「THE HURRICANE 〜FIREWORKS〜」カップリング
13. あの空の星のように… [5:02] / Vocal：ATSUSHI, TAKAHIRO
作詞：ATSUSHI / 作曲：Arno Lucas, Jerome Dufour, Kenji Sano / 編曲：Yuta Nakano
  - 40thシングル「BOW & ARROWS」カップリング
14. Bloom [6:04] / Vocal：ATSUSHI
作詞：小竹正人 / 作曲：ATSUSHI / 編曲：中野雄太
  - 新曲
  - リーダーHIROの結婚祝いのために書き下ろした曲。コーラスにはEXILE TRIBEのメンバー全員が参加。レコーディング時の模様で構成されたミュージックビデオも制作[9]。

#### DVD
1. 道
2. もっと強く
3. あなたへ
4. 願い
5. 愛すべき未来へ
6. ふたつの唇
7. Ti Amo
8. I Believe
9. Lovers Again
10. ただ…逢いたくて
11. 優しい光
12. あの空の星のように…
13. Bloom
14. Bloom (Making)

### SOUL SIDE

#### CD
1. Sun is rising again [1:40] / Vocal：ATSUSHI, TAKAHIRO
作詞・作曲：ATSUSHI / 編曲：中野雄太
  - 新曲
2. Rising Sun [4:56] / Vocal：ATSUSHI, TAKAHIRO
作詞：ATSUSHI / 作曲：Didrik Thott, Sebastian Thott, Johan Becker, Sharon Vaughn / 編曲：ATSUSHI, Sebastian Thott
  - 37thシングル
3. ALL NIGHT LONG [4:25] / Vocal：ATSUSHI, TAKAHIRO
作詞：ATSUSHI / 作曲：SIRIUS, TESUNG Kim, ANDREW Choi
  - 39thシングル
4. BOW & ARROWS [5:14] / Vocal：ATSUSHI, TAKAHIRO
作詞：michico / 作曲：T.Kura, michico / 編曲：T.Kura
  - 40thシングル
5. I Wish For You [5:06] / Vocal：ATSUSHI, TAKAHIRO, NESMITH, SHOKICHI
作詞：michico / 作曲：T.Kura, michico / 編曲：T.Kura
  - 35thシングル
6. Each Other's Way 〜旅の途中〜 [3:51] / Vocal：ATSUSHI, TAKAHIRO
作詞：ATSUSHI / 作曲：BACHLOGIC, Mats Lie Skare, FASTLANE / 編曲：BACHLOGIC
  - 36thシングル
7. VICTORY [5:26] / Vocal：ATSUSHI, TAKAHIRO
作詞：ATSUSHI / 作曲・編曲：春川仁志
  - 33rdシングル収録曲
8. 24karats STAY GOLD [5:30] / Vocal：ATSUSHI, TAKAHIRO, NESMITH, SHOKICHI Rap：DOBERMAN INC
作詞：lil' showy, P-CHO, GS, KUBO-C, TOMOGEN / 作曲：lil' showy
  - 33rdシングル収録曲
9. FIREWORKS [5:20] / Vocal：ATSUSHI, TAKAHIRO, NESMITH, SHOKICHI / Rap：DOBERMAN INC
作詞：michico, P-CHO, GS, KUBO-C, TOMOGEN / 作曲：T.Kura, michico / 編曲：T.Kura
  - 31stシングル表題曲
10. 時の描片 〜トキノカケラ〜 [4:58] / Vocal：ATSUSHI, TAKAHIRO
作詞・作曲：宮地大輔 / 編曲：Daisuke Miyachi, Chikara Hazama
  - 25thシングル
11. Everything [4:43] / Vocal：ATSUSHI, TAKAHIRO
作詞：ATSUSHI / 作曲・編曲：h-wonder
  - 21stシングル
12. Someday [4:42] / Vocal：ATSUSHI, TAKAHIRO
作詞：ATSUSHI / 作曲：miwa furuse / 編曲：h-wonder
  - 30thシングル表題曲
13. Choo Choo TRAIN [4:44] / Vocal：ATSUSHI, TAKAHIRO
作詞：佐藤ありす / 作曲：中西圭三 / 編曲：華原大輔
  - ZOOのカバー
  - 10thシングルの再録バージョン
  - ベストアルバム『EXILE CATCHY BEST』収録曲
14. 銀河鉄道999 - EXILE feat. VERBAL (m-flo) [4:28] / Vocal：ATSUSHI, TAKAHIRO
作詞：奈良橋陽子, 山川啓介 / Rap詞：VERBAL / 作曲：タケカワユキヒデ / 編曲：中野雄太
  - ゴダイゴのカバー
  - ベストアルバム『EXILE CATCHY BEST』収録曲
15. 24karats TRIBE OF GOLD - EXILE TRIBE [6:18] / Vocal：ATSUSHI, TAKAHIRO, NESMITH, SHOKICHI, 登坂広臣, 今市隆二
作詞：STY, P-CHO, GS, KUBO-C, Tomogen / 作曲：STY
  - EXILE TRIBEの1stシングル

#### DVD
1. Rising Sun
2. ALL NIGHT LONG
3. BOW & ARROWS
4. I Wish For You
5. Each Other's Way 〜旅の途中〜
6. VICTORY
7. 24karats STAY GOLD
8. FIREWORKS
9. 時の描片 〜トキノカケラ〜
10. Everything
11. Someday
12. Choo Choo TRAIN
13. 銀河鉄道999
14. 24karats TRIBE OF GOLD
15. 24karats TRIBE OF GOLD (こどもバージョン)
16. ALL NIGHT LONG (Making)
17. 24karats TRIBE OF GOLD (Making)
18. 24karats TRIBE OF GOLD (こどもバージョン) (Making)

### EXILE PRIDE 2
※初回完全生産限定盤のみ
1. ドキュメンタリー映画『EXILE PRIDE 2』